# Chavakacheri
Chavakacheri (tamil. சாவகச்சேரி, syng. ජාවකච්චේරි) – miasto na Sri Lance, na półwyspie Dżafna. Według danych szacunkowych na rok 2007 liczyło 134 745 mieszkańców.